# キャロウェイゴルフ
キャロウェイゴルフ（英語：Callaway Golf、NYSE: ELY）は、アメリカ合衆国カリフォルニア州サンディエゴ郡カールスバッドに本社をおくゴルフ用品メーカーである。

## 略歴
- 1982年、ジョージア州の実業家イリー・リーブス・キャロウェイが、カリフォルニア州パームスプリングスのゴルフクラブメーカー「Hickoly Stick USA」を買収し、社名を「Callaway Hickoly Stick USA」としてスタート。
- 1988年、「S2H2」（Short, Straight, Hollow Hosel：短く、まっすぐに、貫通したホーゼル）という独創的なクラブヘッド設計を施した新しいアイアンセットを発表。この年、社名を「Callaway Golf Company」に改称。
- 1991年、大型メタルウッド「ビッグバーサ」を発売。「ビッグバーサ」という名前は、第一次世界大戦時にドイツ軍が開発した巨砲“ビッグバーサ”から命名された。イリー・キャロウェイは、以前から「遠くへ、正確に打つことができるドライバー」が完成したら、この名前をつけようと密かに決めていた。
- 1992年、この年のシーズン終了時、「ビッグバーサ」は、PGAおよびLPGAツアー、ベン・ホーガン・ツアー（現ネイション・ワイド・ツアー）でプロの使用率No.1となる。また、この年ゴルフメーカーとしては初めて、ニューヨーク証券取引所へ上場を果たす。
- 1993年、この年、プロ入りしたアニカ・ソレンスタムがキャロウェイゴルフのスタッフプレーヤーとなる。
- 1996年、ロジャー・クリーブランドがキャロウェイゴルフ開発チームに加わる。
- 1997年、ロッシーで人気のNo.1パターメーカーの「オデッセイ・スポーツ社」を買収。
- 2001年7月5日、療養中だったイリー・キャロウェイが82歳の生涯を閉じる。また、アニカ・ソレンスタムがオデッセイの「ホワイトホット2ボール」を使用し、日本のトーナメントで2連勝を飾り、この新型パターに注目が集まる。

## 製品・ブランド
- キャロウェイ（LEGACYシリーズ、RAZRシリーズなど）：ゴルフクラブ、ゴルフボール、アパレル、アクセサリー
- オデッセイ：パター

## 契約選手
- フィル・ミケルソン (Phil Mickelson)
- アニカ・ソレンスタム (Annika Sorenstam)
- アーニー・エルス (Ernie Els)
- マイケル・キャンベル (Michael Campbell)
- 石川遼（いしかわ りょう）
- 上田桃子（うえだ ももこ）
- 佐伯三貴（さいき みき）
- 藤田光里（ふじた ひかり）
- 西村優菜（にしむら ゆな）

## 世界展開

### 日本法人
- キャロウェイゴルフ株式会社
  - 設立：1996年
  - 本社所在地：東京都港区白金台